# Turizem v Bosni in Hercegovini
Turizem v Bosni in Hercegovini je hitro rastoči sektor, ki predstavlja pomemben del gospodarstva države.     
Poleg številnih točk in zanimivosti v Sarajevu, država ponovno pridobiva sloves odlične smučarske destinacije s svojimi olimpijskimi gorskimi smučišči, kot so Jahorina, Bjelašnica in Igman. 
Turistično poslovno okolje se nenehno razvija z vse bolj aktivnim promocijskim sistemom turizma. V letu 2019 je Bosno in Hercegovino obiskalo 1.990.451 turistov, kar je 23,6 % več in je imelo 4.100.401 prenočitev v hotelih, kar je 22,6 % več kot leto prej. Prav tako je 74,4 % turistov prišlo iz tujine.

## Galerija
- Neum, edino bosansko obmorsko mesto
- Smučišče Jahorina je največje smučišče v Bosni
- Slapovi Kravice
- Stari most v Mostarju
- Kanjon Cvrcka
- Arhitekturni ansambel mesta Blagaj
- Nacionalni park Drina
- Narodni park Sutjeska
- Narodni park Kozara
- Marijansko svetišče Matere Božje Medžugorske je ena največjih turističnih znamenitosti v Bosni in Hercegovini.
- Katedrala Kristusa Odrešenika
- Staro mesto Baščaršija